# Pays des Impressionnistes
Pour les articles homonymes, voir PDI.
Le Pays des Impressionnistes est un label créé par le syndicat intercommunal à vocation multiple des Coteaux de Seine en 2001 afin de valoriser le patrimoine culturel de cette région d'accueil touristique. Neuf communes du département des Yvelines qui longent la boucle de la Seine et où, au cours du XIXe siècle, des peintres impressionnistes ont exercé leur art sont associées à cette création : Bougival, Carrières-sur-Seine, Chatou, Croissy-sur-Seine, Le Pecq, Le Port-Marly, Louveciennes, Marly-le-Roi et Noisy-le-Roi,. On y trouve le Chemin des Impressionnistes, quatre parcours pédestres jalonnés de reproductions de peintures témoignant du caractère encore remarquable des paysages des sites impressionnistes, proposés à l'inscription au Patrimoine mondial de l'humanité depuis 2009. Rueil-Malmaison, situé dans le département des Hauts-de-Seine, les a rejoints en 2010, année où huit de ces communes confient la mission de développement touristique du Pays des Impressionnistes à l’Office de Tourisme de Marly-le-Roi, qui propose des croisières impressionnistes le long des berges de la Seine, et des visites d'ateliers de peintres contemporains.   

## Historique
De tous les Impressionnistes, Alfred Sisley séjourna le plus longtemps dans la boucle de la Seine et y réalisa le plus grand nombre de tableaux.
En 1994, les communes regroupées en syndicat intercommunal à vocation multiple des Coteaux de Seine inaugurent le « Chemin des Impressionnistes », un parcours pédestre gratuit où sont exposés une série de plaques émaillées figurant des reproductions de tableaux impressionnistes, là où ils furent créés un siècle plus tôt. Cette série fut complétée en 1997 par une seconde, puis en 2000 par deux plaques au Pecq qui rejoint alors le SIVOM. En tout, il y a 35 reproductions de tableaux. Rassemblant dans une région réduite un nombre important de tableaux célèbres, ces communes réussirent à mettre en lumière une page fondamentale de l'histoire de l'art, donnant une seconde vie à une histoire locale méconnue. Les paysages des berges de la Seine ont en effet inspiré Gustave Courbet, Jean-Baptiste Camille Corot, Édouard Manet, Camille Pissarro, Claude Monet ou encore Alfred Sisley. Des reproductions de leurs tableaux balisent l'itinéraire de Carrières à Chatou, en passant par Louveciennes, aboutissant à l'île des Impressionnistes, ancien refuge des peintres et des poètes, qui abrite de nos jours le Musée Fournaise et sa collection de peintures, là ou Auguste Renoir peignit son célèbre Déjeuner des canotiers,.
En 2001, pour entretenir l'héritage culturel laissé par les Impressionnistes, neuf communes riveraines de la Seine, Carrières-sur-Seine, Chatou, Croissy-sur-Seine, Bougival, Louveciennes, Marly-le-Roi, Le Port-Marly, Le Pecq et Noisy-le-Roi, crèent le label et la structure « Pays des Impressionnistes » présidée par Pierre Lequiller. Ce label, déposé à l'Institut national de la propriété industrielle, a été reconnu par la Fédération Nationale des Pays d'accueil touristique.
Le SIVOM des Coteaux de Seine est l'établissement public qui promeut le développement touristique et fluvial du Pays des Impressionnistes. Dans cette perspective, un réseau de 5 haltes fluviales à Bougival, Chatou, Croissy et Carrières-sur-Seine a été créé en 2006,. L'architecte malienne Sirandou Diawara a été responsable de ce projet d'aménagement des berges,.
En 2009, le président du Pays des impressionnistes rejoint un mouvement visant à inscrire l'ensemble des sites impressionnistes du monde à l'Unesco, au Patrimoine mondial de l'humanité. 
En 2010, Rueil-Malmaison rejoint le Pays des Impressionnistes, et avec les autres communes décident de confier la mission de développement de l'activité touristique à l’Office de Tourisme de Marly-le-Roi, une association loi de 1901.

## Le Chemin des Impressionnistes

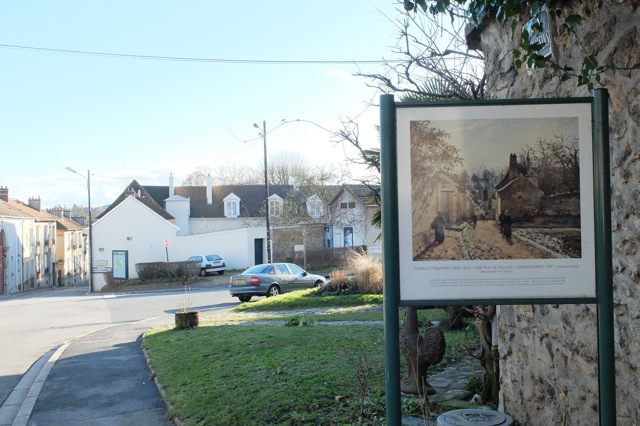
Reproduction de Une rue de village, Louveciennes par Camille Pissarro

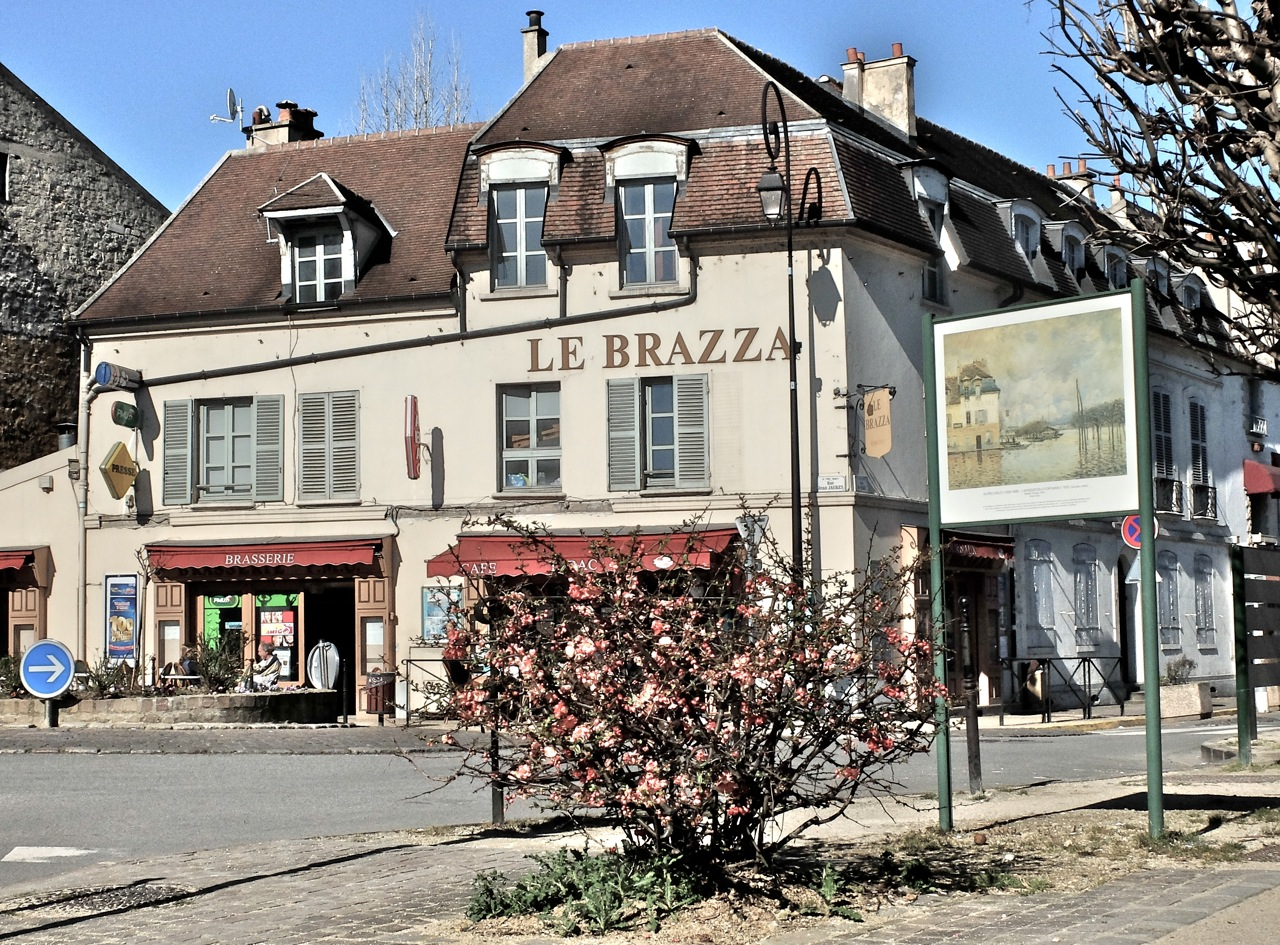
Reproduction de L'Inondation à Port-Marly (D.240).

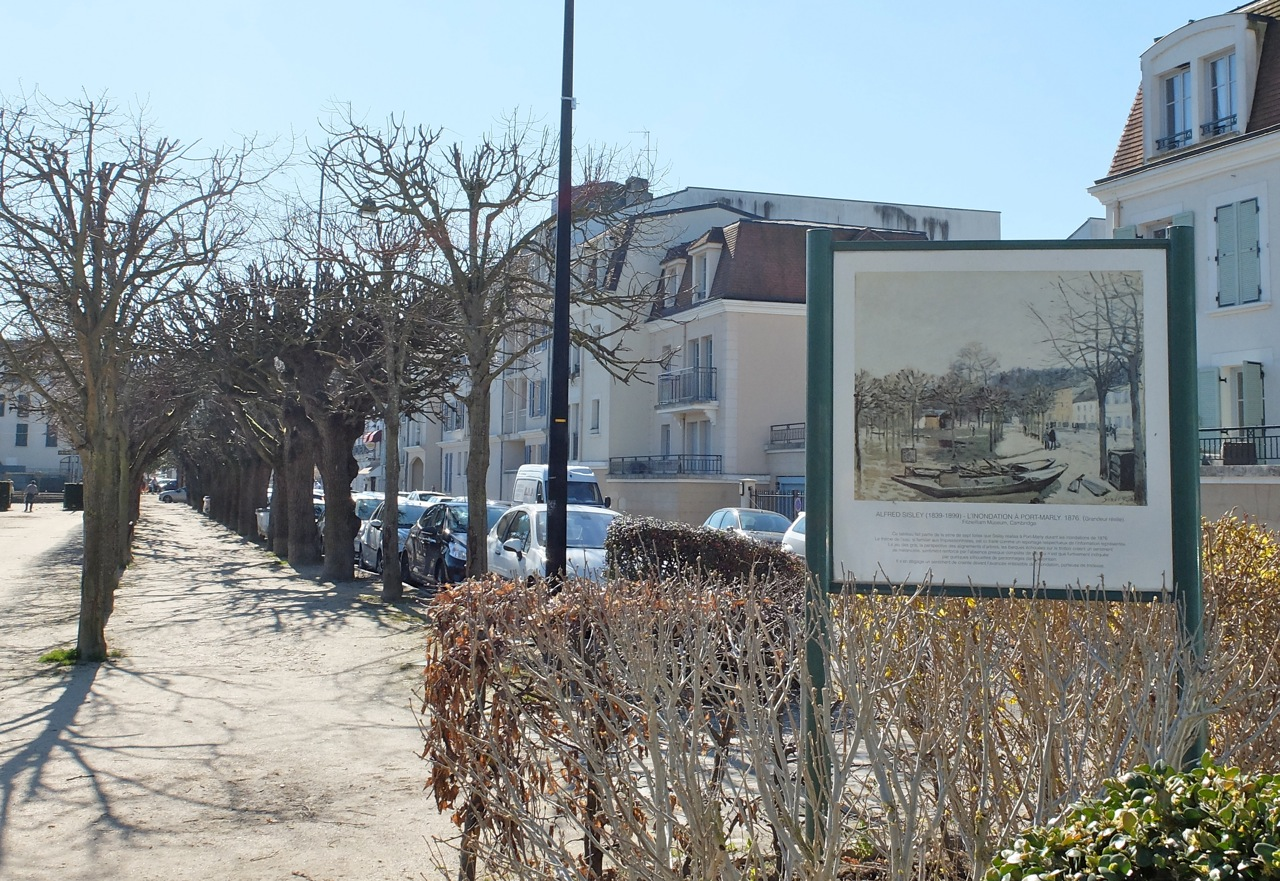
Plaque de la reproduction de L'Inondation à Port-Marly (D.241).

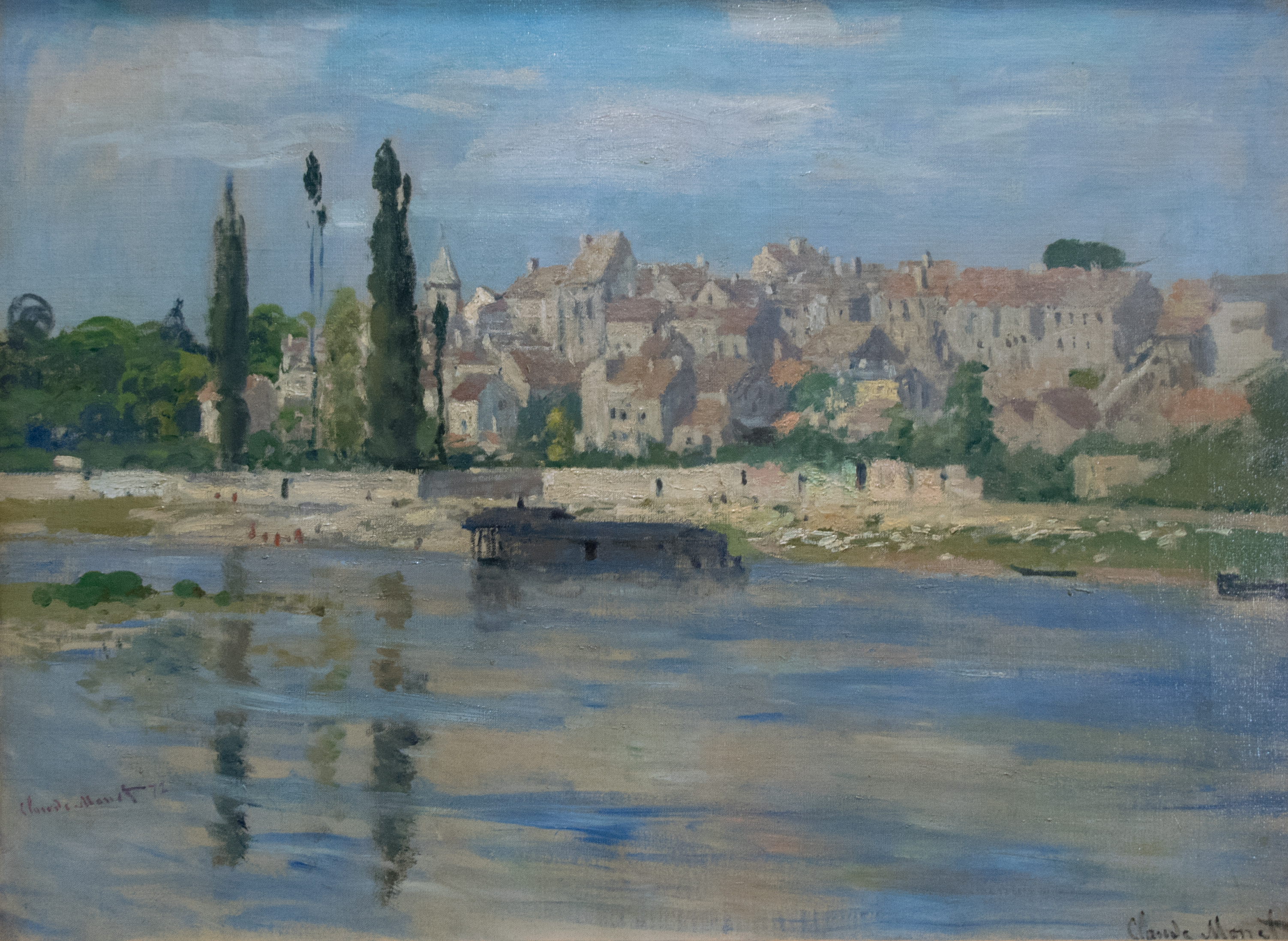
Carrières-Saint-Denis (1872) par Claude Monet

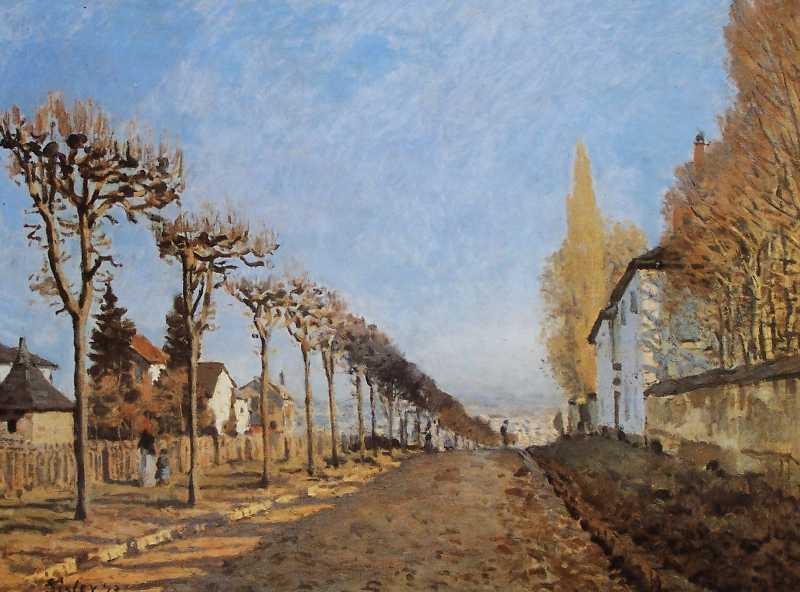
Le Chemin de la Machine, Louveciennes (1873) par Alfred Sisley

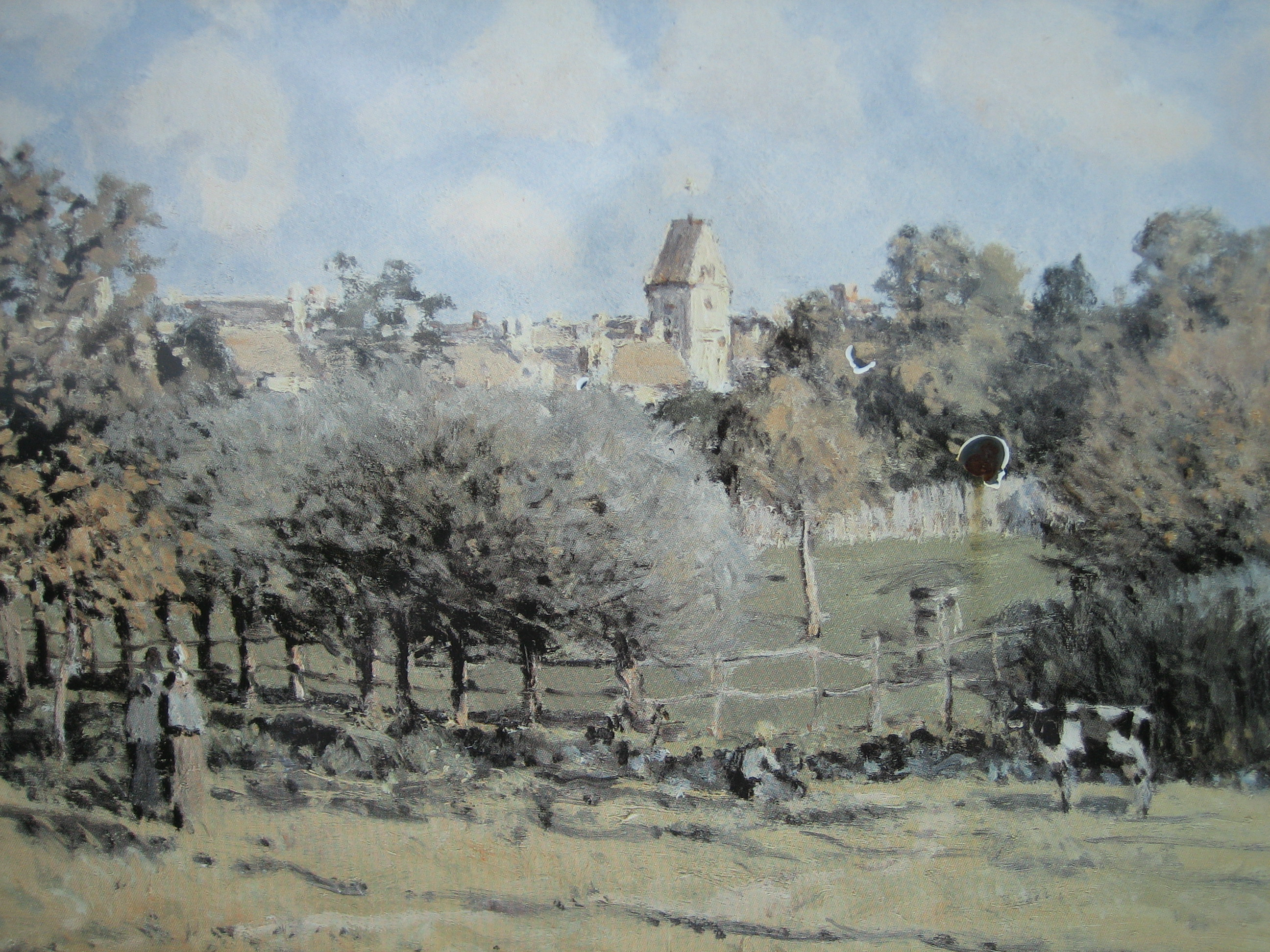
Reproduction de L'Église de Noisy-le-Roi, effet d'automne par Alfred Sisley à Noisy-le-Roi hors parcours le long de la RD 307.

Formant un ensemble unique en France, trente-cinq reproductions d’œuvres pré-impressionnistes, impressionnistes et post-impressionnistes sont exposées en plein air sur les lieux de leur création un siècle plus tôt. D'une extrémité à l'autre d'une boucle de la seine, de Carrières-sur-Seine au Pecq, ces tableaux  transforment un univers familier en une féérie, les artistes ayant réussi à faire partager leur perception d'innocence raffinée. Pour Jean-Claude Brisville, on peut sentir la présence de l'art dans l'air de la ville, et contempler un Sisley, un Pissarro, un Renoir ... en s'installant au bout d'une rue.
En 2012, l'artiste Aleksi Cavaillez publia un ouvrage illustré de ses dessins sur le Chemin des Impressionnistes, cette boucle de la Seine allant de Chatou au Pecq en passant par Bougival.
Quatre circuits sont décrits, comportant plus de 30 reproductions d’œuvres d'artistes impressionnistes et fauves, sur le lieu de leur création.
- Le circuit Sisley est un parcours de 3.15 km, partant du Pecq-sur-Seine arrivant au Port-Marly. Il comporte 6 reproductions : la Vue du château de Saint-Germain-en-Laye (1832) de William Turner, La Seine et le Pecq (1906) par Maurice de Vlaminck ; L'Inondation à Port-Marly (D.240), L'Inondation à Port-Marly (D.241) et Une rue à Marly (1876) par Alfred Sisley et La Seine à Port-Marly, le lavoir (1872) par Camille Pissarro[24]. En 1876, quand Sisley peint sa vue de Port-Marly, la Seine est en crue, la ville est sous les eaux[25].

- Le circuit Pissarro est un parcours de 6.6 km, partant de Louveciennes (où il fait 4 km), passant par Marly-le-Roi et arrivant à Bougival. Il comporte une quinzaine de reproductions : à Louveciennes, se trouvent La route de Versailles (1895) de Pierre-Auguste Renoir ; La Place du Chenil à Marly, effet de neige et L'Abreuvoir à Marly-Le-Roi, gelée blanche, (1876) par Alfred Sisley ; la Vue de Marly-le-Roi (1870), Entrée du village de Voisins (1872) par Camille Pissarro ; L'Aqueduc de Marly (1874) de Sisley et Une rue de village, Louveciennes (1871) Le Village de Voisins (1872) de Camille Pissarro ; Le chemin de la Machine, Louveciennes (1873) et Louveciennes. Sentier de la Mi-côte (1870) d'Alfred Sisley. Enfin, à Bougival, se trouvent le Restaurant à Bougival (vers 1905) par Maurice de Vlaminck, la Route de Saint-Germain à Marly-le-Roi (1872) et le Barrage de la Machine de Marly (1876) par Alfred Sisley. Hors parcours, on trouve aussi Le Château du Pont en hiver, effet de neige (1942) de Jeanne Baudot, élève louveciennoise de Renoir. Puis, Printemps à Louveciennes (aussi appelé Vue de Louveciennes) (1870) de Pissarro et Bateaux à l'écluse de Bougival par Sisley[26],[27].

- Le circuit Monet est un parcours de 4.25 km, partant de Chatou, passant par Croissy-sur-Seine et arrivant à Bougival. Il comporte 5 reproductions : Le pont du chemin de fer à Chatou (1881) et La Grenouillère (1869) par Pierre-Auguste Renoir, Les Bains de la Grenouillère (1869) et Le pont de Bougival (1869-1870) par Claude Monet, et Bords de Seine (1883) par Berthe Morisot[28]. La berge de la Grenouillère, à la limite de Chatou et de Croissy, comporte un alignement de vieilles bâtisses dont l'architecture du style de la Belle Époque rappelle l'ambiance de la fin du XIXe siècle, c'est le lieu le plus emblématique du Pays des Impressionnistes[29].

- Le circuit Renoir est un parcours de 3.6 km, partant du Chatou arrivant à Carrières-sur-Seine. Il comporte 5 reproductions : Le Déjeuner des canotiers (1880-1881) et Les canotiers à Chatou (vers 1879) par Pierre-Auguste Renoir, Le pont de Chatou (1906-1907) par Maurice de Vlaminck, Carrières-Saint-Denis (1872) par Claude Monet, se trouvant à l'entrée des Jardins de Mademoiselle de La Vallière[30], et Le Village (1905) de Maurice de Vlaminck[31]. Le Déjeuner des canotiers a été peint à proximité de la Maison Fournaise, un bâtiment de la Belle Époque abrité par un arbre centenaire, sur l'Île des Impressionnistes[32].

Les toiles montrent, en creux, qu’avec le temps ces berges de la Seine se sont industrialisées, perdant leur aspect bucolique qui attirèrent les artistes, depuis les précurseurs dont Charles-François Daubigny et Louis Français jusqu'aux Impressionnistes, clôturé aux alentours des années 1920 avec Paul Signac, Albert Gleizes puis Albert Marquet par une métamorphose rendant progressivement méconnaissable l'enchantement des premiers tableaux.

## Office de tourisme
À partir de 2011, l'office de tourisme de Marly-le-Roy devint celui du Pays des Impressionnistes, regroupant Carrières-sur-Seine, Chatou, Croissy-sur-Seine, Le Pecq, Le Port-Marly, Louveciennes, Marly-le-Roi et Rueil-Malmaison.
Il organise des croisières impressionnistes d'avril à octobre longeant les berges et les îles de la boucle de la Seine, allant de l'embarcadère sur l'île des Impressionnistes, de  Louveciennes au Port-Marly, passant par les écluses de Bougival, Chatou, Croissy et Carrières-sur-Seine.
Il organise encore des visites d'ateliers d'artistes peintres contemporains, comme ceux de Catherine Vaes à Croissy en 2012, et de Claude-Max Lochu à Carrières-sur-Seine en janvier 2014
,.